# چندجهانی
فرضیهٔ چندجهانی از این به بعد (به انگلیسی: multiverse، تلفظ: مولتی ورس) مجموعه‌ای فرضی از گیتی‌های موجود است (از جمله همین کیهان تاریخی که دائماً احساسش می‌کنیم) که مجموعاً با هم تمامی چیزهایی که وجود دارند و می‌توانند وجود داشته باشند — تمام فضا، زمان، ماده و انرژی و همچنین قوانین فیزیکی و ثابت‌هایی که به توصیف آنان می‌پردازند — را در بر می‌گیرند. این اصطلاح برای نخستین بار توسط ویلیام جیمز، فلسفه‌دان و روان‌شناس آمریکایی، به کار گرفته شد. گاهی گیتی‌های گوناگون موجود در مجموعه چندجهانی را گیتی‌های موازی می‌نامند.
ساختار گیتی‌گان، ماهیت هر گیتی موجود در آن، و رابطهٔ میان گیتی‌های تشکیل‌دهندهٔ آن، بستگی به فرضیهٔ به خصوصی از چندجهانی دارد که مد نظر است. گیتی‌های متعددی در کیهان‌شناسی، فیزیک، اخترشناسی، دین، فلسفه، روان‌شناسی فرافردی و ادبیات داستانی به‌ویژه در گونه‌های خیال‌پردازانه آن، فرضیه‌پردازی شده‌اند. در این حوزه‌ها، از اصطلاحات «جهان‌های جایگزین»، «جهان‌های کوانتومی»، «ابعاد نفوذی»، «ابعاد موازی»، «جهان‌های موازی»، «واقعیت‌های جایگزین»، «گاه‌شمارهای جایگزین» و «صفحات بُعدی» برای اطلاق به «جهان‌های مجازی» استفاده می‌شود.
به بیان ساده نظریه چند جهانی این احتمال را بیان میکند که جهان هایی با احتمالات رخ داده متفاوت از جهان ما وجود دارند که بر حسب احتمال اتفاق ها و اصول متفاوت با تعداد کم و بی اهمیت یا با تعداد زیاد و اهمیت بسیار دارند .

## تاریخچهٔ مفهوم چندجهانی
اروین شرودینگر در سال ۱۹۵۲ در دوبلین، سخنرانی‌ای کرد که در آن شوخی به حضار نظریه‌ای هشداری داد که چیزی که قرار است گفته شود ممکن است «دیوانه‌وار به نظر برسد». او گفت که وقتی معادلاتش به نظر در حال توصیف تاریخ‌های متعدد مختلف آمدند، آن‌ها «دقیقاً شق یکدیگر نبودند، گرچه همه واقعات به‌نظر در یک زمان رخ می‌دادند».
پیش از این در قرن ششم قبل از میلاد، آناکسیماندروس عقیده داشت که «همه اشیا از یک ماده ساخته شده‌اند، ولی این ماده برخلاف آنچه تالس می پنداشت آب نیست، و نیز هیچ یک از موادی که ما می‌شناسیم نیست؛بلکه ماده ای است نامتناهی و جاویدان که همه جهان‌ها را در بر گرفته است» - چون آناکسیماندروس زمین را یکی از جهان های متعدد می‌پنداشت.
این نظریه آناکسیماندروس را به اتمیست ها و اپیکوریان نزدیک می کند که بیش از یک قرن بعد نیز ادعا کردند که بی نهایت جهان ظاهر و ناپدید شده اند. به گفته سیمپلیسیوس، آناکسیماندروس قبلاً در مورد کثرت جهان ها گمانه زنی کرده است ، شبیه به اتم شناسان لئوکیپوس و دموکریتوس ، و بعدها اپیکور . این متفکران تصور می کردند که دنیاها برای مدتی پدیدار می شوند و ناپدید می شوند و برخی از آنها با نابودی دیگران متولد می شوند. آنها ادعا کردند که این جنبش جاودانه است، "زیرا بدون حرکت ایجاد و آغازی وجود ندارد.